# Heterostegane urbica
Heterostegane urbica là một loài bướm đêm trong họ Geometridae.